# Harry Poley

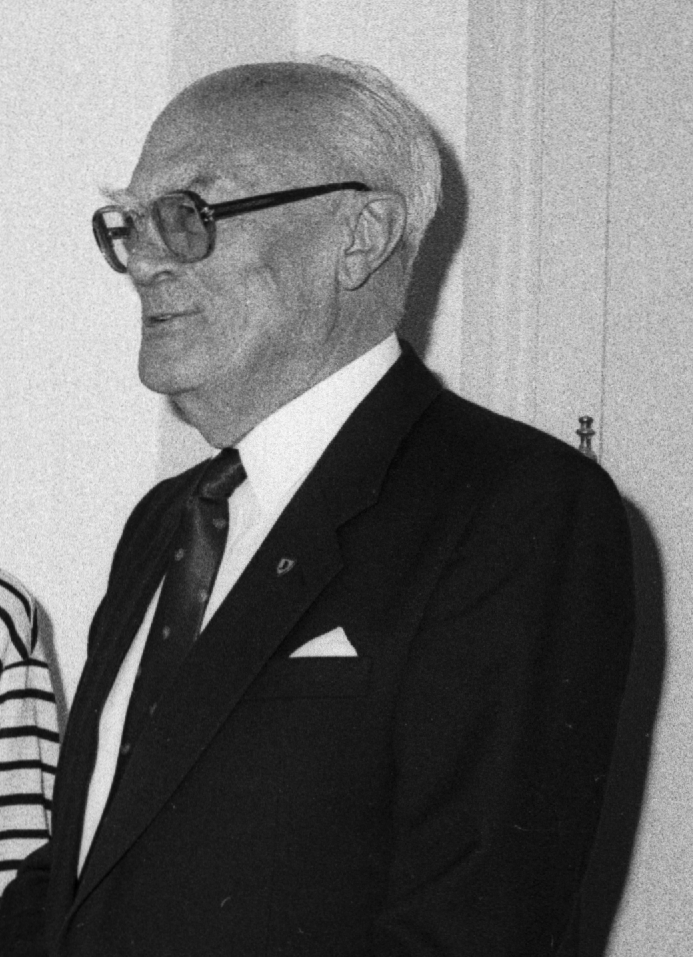
Harry Poley im Kulturzentrum Ostpreußen in Ellingen (16. Mai 1994)

Harry Poley (* 9. Juli 1916 in Züllchow, Kreis Randow, Pommern; † 25. April 2003) war ein deutscher Finanzbeamter und führender Amtsträger des Bundes der Vertriebenen und der Landsmannschaft Ostpreußen.
Als Nachfolger des Staatssekretärs Ottfried Hennig war er von 1990 bis 1992 geschäftsführender Bundesvorsitzender der Landsmannschaft Ostpreußen. Nach der Vertreibung lebte er in Duisburg, der späteren Patenstadt Königsbergs.

## Leben
Poley wurde in Züllchow unweit von Stettin als Sohn eines Försters geboren, wuchs aber im Kreis Gerdauen in Ostpreußen auf. Nach der Rückkehr aus der Kriegsgefangenschaft wurde er Finanzbeamter in Duisburg. 1947 war er Mitgründer des dortigen Vertriebenenverbandes, 1952 der dortigen Kreisgruppe der Landsmannschaft Ostpreußen (LO). Von 1964 bis 1975 war er deren nordrhein-westfälischer Landesvorsitzender, ab 1971 war er zudem stellvertretender Sprecher des Bundesverbandes der LO. Außerdem gehörte er ab 1985 dem Präsidium des Bundes der Vertriebenen an und war Vorsitzender des Kuratoriums der Ostpreußischen Kulturstiftung. Nach Hennigs Rückzug vom Amt des Sprechers der Landsmannschaft Ostpreußen im September 1990 übernahm Poley diese Funktion geschäftsführend bis zur Wahl Wilhelm von Gottbergs im September 1992.

## Auszeichnungen
Harry Poley war Träger hoher Auszeichnungen der Vertriebenen, darunter des Preußenschildes der Landsmannschaft Ostpreußen.